# كارثة كيجوورث الجوية
كارثة كيجوورث الجوية هي كارثة جوية حدثت في 8 يناير 1989 عندما بدأت الطائرة بالاهتزاز وبعدها توقف المحرك وظهر دخان كثيف في قمرة القيادة وإعتقدا الطياران أن الدخان مصدره المحرك الأيمن ولكن الحقيقة بعد التحقيق كشفت أن الدخان مصدره من المحرك الأيسر لأنه دخل من مكييفات الهواء الأيمن وأصبحت الرحلة 92 رحلة خدع إنجليزية بسبب ما حصل في تلك الرحلة وأعلن الطاقم حالة طوارئ وكان أقرب مطار هو مطار شرق ميدلاندس في لستر بدولة المملكة المتحدة وبعد إعلان حالة الطوارئ القصوي تم تفعيل مقبض الاهتزاز في مقبض التحكم للمرة الثانية.

## التحطم وبعدها الأسباب والنتائج
وبعدما تحطمت ووصل المنقذون خلال دقائق وتم انتشال 47 ضحية و79 ناجي وكانت جروح الناجين خطيرة وكشف التحقيق البريطاني عن عوامل كارثة كيجوورث الجوية أنها بسبب قلة خبرة طياري شركة بي إم أي بسبب الخبرة القليلة للطيارين لقيادة طائرات بوينغ 737 وتصميم كارثي لشفرات مروحة المحرك الأيسر وبعد الحادث تم زيادة تدريب الطيارين وزيادة خبرة الطيران لديهم في شركة بي إم أي وإصلاح كل مشاكل التصميم الكارثي لشفرات مروحة المحرك الأيسر في طائرات العالم.

## بعد الحادثة والأخطاء الجسيمة للحادث والطيار
بعد 23 عاما من الحادثة أفلست شركة بي إم أي وكان من بين الناجين الطيار كيفن هانت ومساعد الطيار ديفيد ماكليلاند برغم أنه بطلين بإسراعه لإيقاف المحرك إلا أنه عوقبا بسبب الإجرارات الأخيرة التي إتخذها قبل التحطم وأصطدام قمرة القيادة بالأرض وكان الحادث أدي إلي مصرع 47 شخصا.

## نوع الطائرة وفاجعة الحادثة
كانت الطائرة المحطمة هي الطائرة رقم 76 من سلسلة طرازات بوينغ 737-400Y وكانت أفجع حادثة طيران في المملكة المتحدة.